# Academia da Boa
Academia da Boa é um programa de televisão estilo reality show, produzido pela Endemol Shine Brasil e veiculado pela Band Rio, sendo o primeiro reality show da Rede Bandeirantes exibido apenas para um lugar, no caso o estado do Rio de Janeiro.
No programa, que tem o patrocínio da cerveja Antarctica e é apresentado de Hélio de la Peña, os participantes devem apresentar as suas habilidades de garçom, sendo avaliados por uma jurada fixa, a sommelier e expert em atendimento Carolina Oda, além de jurados convidados.
Na primeira temporada, que teve seu primeiro episódio em 10 de maio de 2019, o programa está sendo disputado por 8 garçons, e tem duração de 30 minutos. O grande vencedor ganha o troféu Pinguim de Ouro e contrato de um ano no tradicional Bar Urca.